# ليمان دبليو. بورتر
ليمان دبليو. بورتر (بالإنجليزية: Lyman Porter)‏ هو عالم نفس أمريكي، ولد في 1930 في لافاييت في الولايات المتحدة، وتوفي في 2 يوليو 2015 في شاطئ نيوبورت في الولايات المتحدة.